# 최병철
최병철(崔炳哲, 1981년 10월 24일 ~ )은 대한민국의 은퇴한 펜싱 선수이다. 2012년 하계 올림픽 남자 플뢰레 종목으로 출전하여 동메달을 획득하였다. 특히 올림픽에 출전한 남자 펜싱선수로는 2000년 시드니올림픽의 김영호에 이어 12년만에 메달을 건 선수가 되었다. 재치있는 입담과 특이한 경기운영방식으로 인하여 괴짜검객이라는 별명을 가지고 있다. 2016년 하계 올림픽에서 KBS의 해설위원을 담당하게 된다. 2016년 8월 10일에 있었던 남자 에페 개인전 결승에서 박상영이 역전승을 거두며 금메달을 획득하자, 그 어려운 걸 해냈지 말입니다라는 어록을 남기기도 하였다.

## 출신 학교
- 신동초등학교
- 신동중학교
- 홍대부속고등학교
- 한국체육대학교

## 방송
- 2021년 생방송 행복드림 로또 6/45 - 게스트 982회

## 사진첩

최병철
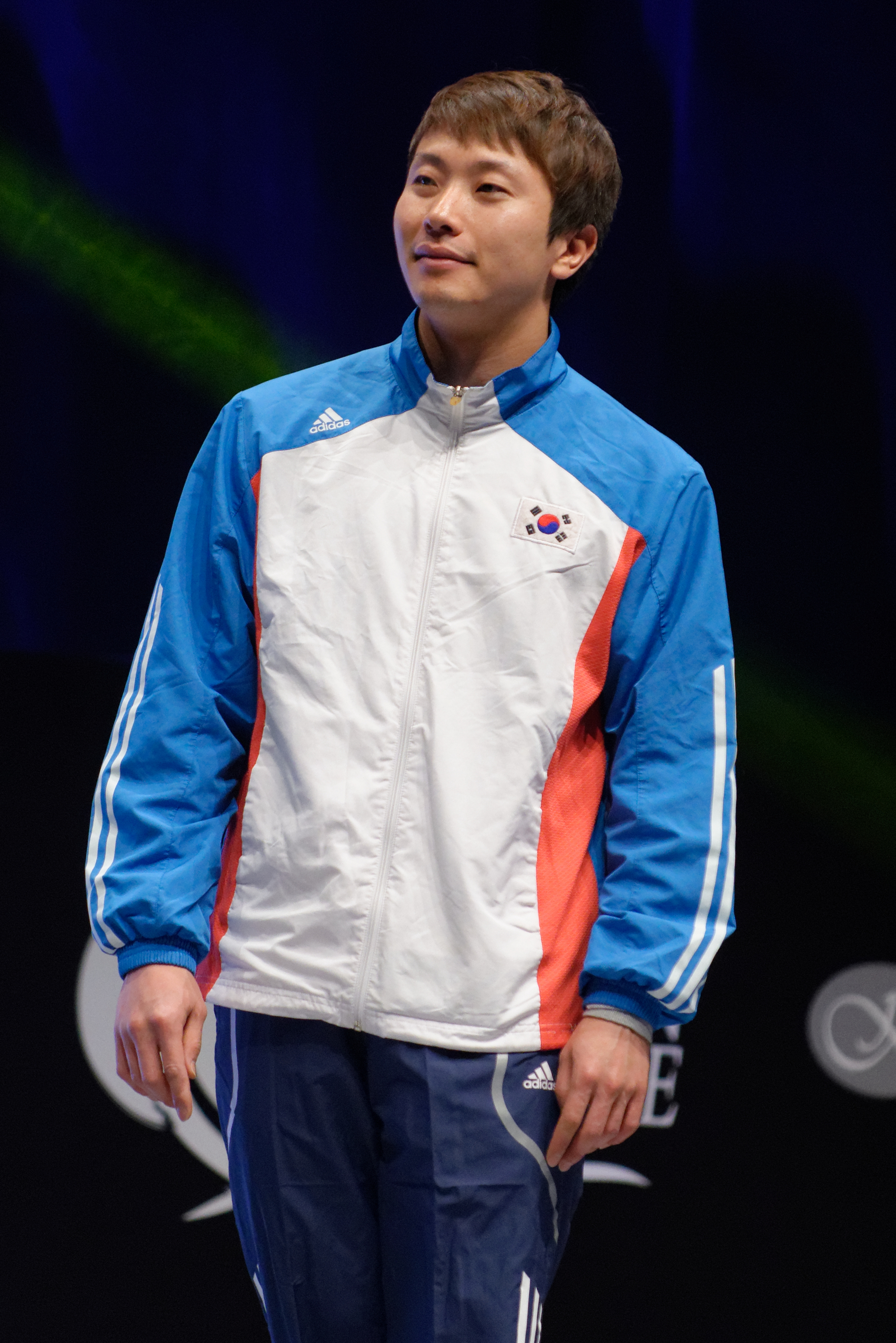
2013년 마스테르 드 플뢰레 당시의 최병철